# Z 4
A Z 4 csehszlovák személygépkocsi, amelyet 1933–1936 között gyártott a Brnói Csehszlovák Fegyvergyár (Zbrojovka Brno). Ez volt az első sorozatban gyártott elsőkerék hajtású csehszlovák autó. Öt gyártási sorozatban 2750 darabot készítettek.

## Története
A Z 4-est az 1930-as évek elejétől gyártott, az értékesítést tekintve azonban nem igazán sikeres Z 9 utódánnak szánták. A Z 9-es konzervatív, az 1930-as évek közepére már elavult konstrukciónak számított. Az új modellt eredetileg a német DKW licence alapján szerették volna gyártani. A licencdíjat azonban túl magasnak találta a cég, ezért a Zbrojovka Brno a licencvásárlás helyett egy saját konstrukciót tervezett. A mellsőkerék hajtású jármű koncepciója továbbra is a DKW-n alapult, de mellőzték annak jogvédett műszaki megoldásait. Tervezése 1932 júniusában kezdődött. A Bořivoj Odstrčil (1899–1988) vezette tervezőcsoport hét hónap alatt fejlesztette ki a ZA32 jelzésű prototípust, amelyből három példány készült 1933 januárjára (a harmadik prototípust bemutató- és reklámautónak használták).
A Z 4 jelzést kapott modellt 1933 áprilisában mutatták be először a nyilvánosság előtt a prágai autószalonon. Sorozatgyártása 1933 májusában kezdődött. Annyira sikeres volt, hogy az első gyártási sorozat már a piacra kerülése előtt, májusban el is fogyott. Az „erős négyes” (silná čtyřka) reklámszlogennel a járművek 1933 nyarától voltak elérhetők a piacon.
Az első gyártási sorozatban 500 példány készült 1933 szeptemberéig. Ezek nagy része, 420 darab kétajtós, négyüléses félkabrió kivitelű volt, míg 80 darab roadster kivitelű volt. A járművek ára 22 400 csehszlovák koronás ára volt. Ennél olcsóbbak abban az időben csak az Aero két- és háromüléses kisautói, az Aero 500 (16 600 korona), Aero 662 (19 900 korona) voltak.  905 cm³-es kétütemű, kéthengeres motorja 14 kW (19 LE) maximális teljesítményt biztosított.
Az 1933. június 10-11-én első alkalommal megrendezett 1000 csehszlovák mérföld autóversenyen a Zbrojovka Brno három Z 4-esből álló gyári csapattal vett részt. A résztvevőknek a Prága–Brno–Pozsony távot kellett teljesíteniük oda-vissza). A legjobb helyezést elért Z 4-es a 6. helyet szerezte meg az 1100 cm³-es járműosztályban.
Még az első sorozat gyártásának befejezése előtt, 1933 júniusában jelent meg a második sorozat, amely kétajtós, zárt karosszériával rendelkezett. Nagyobb gumiabroncsokkal szerelték, amit a későbbi sorozatok is megtartottak. Ebből a változatból 750 darab készült.
1934 áprilisától novemberig készült az 500 darabos III. sorozat, amely nagyobb teljesítményű, 18,5 kW-os (25 LE), 980 cm³ hengerűrtartalmú motorral rendelkezett. A nagyobb motorral 100 km/h-s maximális sebességet ért el a jármű. Az ára lényegesen magasabb volt, mint piacra kerülésekor az első sorozatnak, a harmadik sorozat autói már 26 500 koronába kerültek. A jármű limuzin, kabrió és roadster kivitelben, valamint többféle egyedi karosszériával is készültk. Az egyedi karosszériák egy részét a brnói Plachý cég készítette.

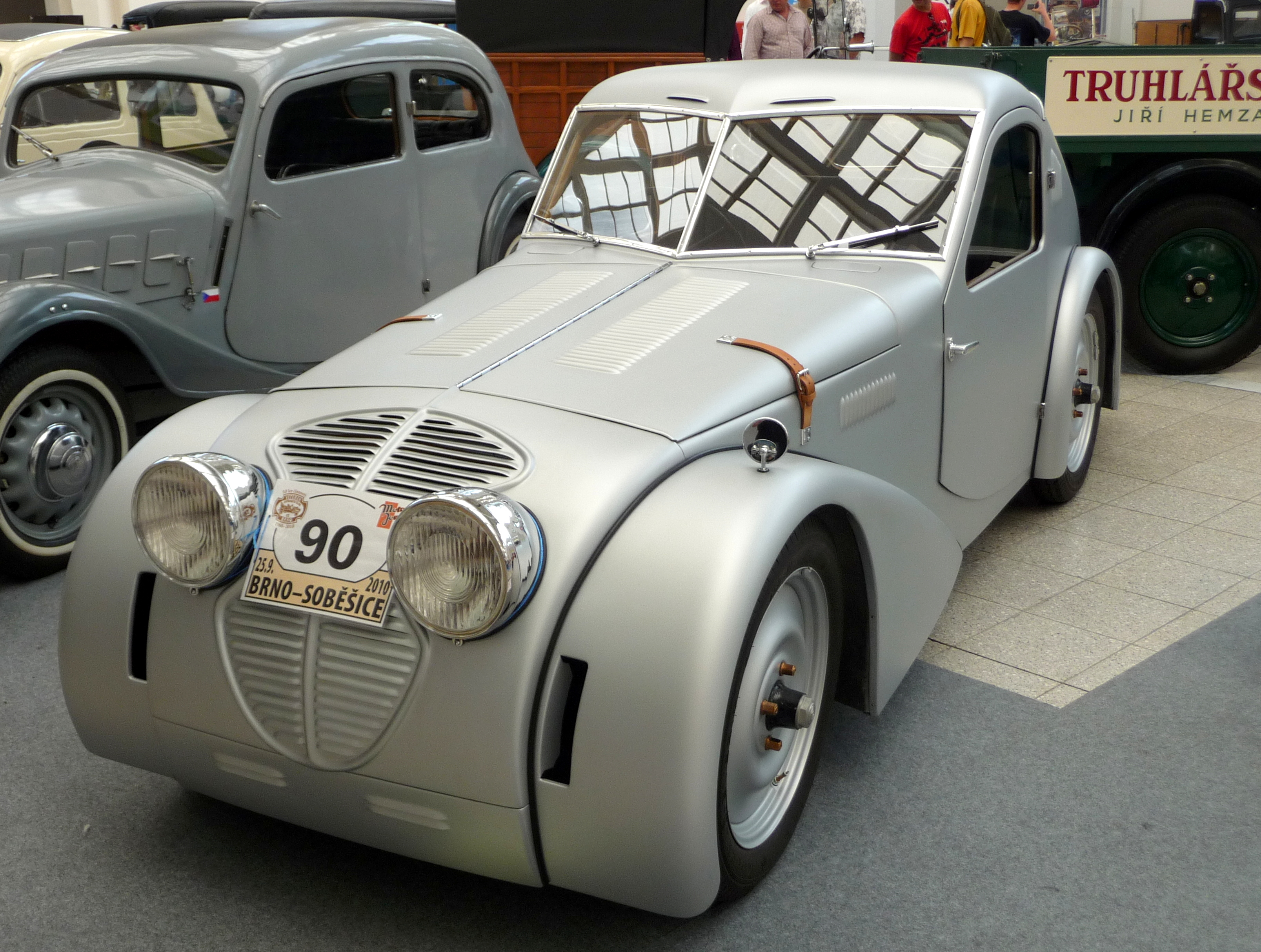
Az 1934-es versenyre készített speciális sportváltozat (replika)

1934-ban a III. sorozatot alapul véve készítettek 5 darab speciális kivitelű sportváltozatot, amely módosított alvázzal és áramvonalas alumínium karosszériával rendelkezett. A járműbe nagyobb teljesítményű (26 kW, 35 LE) motort szereltek, amellyel 130 km/h-s sebességet értek el. Az öt jármű közül három részt vett 1934-ben június 9-10. között második alkalommal megrendezett 1000 csehszlovák mérföld nevű autóversenyen, ahol elnyerték a legjobb gyári csapatnak járó elnöki különdíjat.
A konkurencia erősödésére (a Škoda Popular, valamint az elsőkerékhajtású Aero 30 megjelenésére) a Zbrojovka Brno az 500 darabos IV. sorozattal reagált. 1934 augusztusában jelent meg az új változat, amelynél módosították a karosszériát, ez lekerekített lett. Nagyobb lett a tengelytáv és kormányművet is módosították. A nagyobb tengelytáv miatt több hely lett a hátsó ülések előtt a lábtérnek, így nőtt az utazási komfort. A beépített motorok a III. sorozathoz hasonlóan a 980 cm³-esek volt.
Habár 1935 márciusában megjelent a Zbrojovka Brno olcsóbb Z 6-os kisautója, valamint októberben a négyhengeres motorral ellátott Z 5-ös elkészült, a cégnél az autógyártás gerincét továbbra is a Z 4-es modell jelentette. A modell V. sorozata 1935 áprilisában jelent meg, ebből ugyancsak 500 darab készült. Tovább növelték a tengelytávot, a karosszéria jobban még inkább lekerekített, áramvonalasabb lett. A cégnél még raktáron lévő 4-es sorozatú példányokat is 5-ös felszereltségűre alakítottak át. Háromféle karosszéria-kivitellel kínálták 24 750 és 27 650 korona közötti áron. A roadsterek egyedi karosszériáját a prágai Vršovice cég készítette.
A Z 4-es gyártását 1936 októberében fejezték be, amikor a Zbrojovka Brnónak a védelmi minisztérium utasítására be kellett szüntetnie az autógyártást (és az alaptevékenységét jelentő fegyvergyártásra kellett összpontosítania). Az 1933-tól 1936-ig tartó sorozatgyártás alatt összesen 2750 (más források szerint 2680) Z 4 készült el, ezzel ez lett a Zbrojovka Brno legnagyobb példányszámban gyártott autója.

## Műszaki adatok
A Z 4 gyártási sorozatai főbb műszaki adatainak összehasonlító táblázata:
|                        | I. sorozat    | II. sorozat   | III. sorozat    | IV. sorozat     | V. sorozat      |
| ---------------------- | ------------- | ------------- | --------------- | --------------- | --------------- |
| Üres tömeg             | 750 kg        | 750 kg        | 800 kg          | 830 kg          | 830 kg          |
| Tengelytáv             | 2 600 mm      | 2 600 mm      | 2 600 mm        | 2 700 mm        | 2 760 mm        |
| Nyomtáv                | 1 100 mm      | 1 100 mm      | 1 100 mm        | 1 100 mm        | 1 100 mm        |
| Gumiabroncs-méret      | 4,50×18       | 5,25×16       | 5,25×16         | 5,25×16         | 5,25×16         |
| Motor hengerűrtartalma | 905 cm³       | 905 cm³       | 980 cm³         | 980 cm³         | 980 cm³         |
| Maximális teljesítmény | 14 kW (19 LE) | 14 kW (19 LE) | 18,4 kW (25 LE) | 18,4 kW (25 LE) | 18,4 kW (25 LE) |
| Üzemanyagfogyasztás    | 8–9 l /100 km | 8–9 l /100 km | 8–9 l /100 km   | 8–9 l /100 km   | 8–9 l /100 km   |
| Maximális sebesség     | 80–90 km/h    | 80–90 km/h    | 90–100 km/h     | 90–100 km/h     | 90–100 km/h     |